# 石渡江逸
石渡 江逸（いしわた こういつ、明治30年(1897年) - 昭和62年(1987年)）は、大正時代から昭和時代にかけての版画家。

## 来歴
川瀬巴水の門人。本名は小倉庄一郎。江逸、庄一郎、芳美（よしみ）、東江と号す。明治30年、芝区神明町（現・東京都港区浜松町）に生まれた。まず浮世絵師の歌川国芳門下であった義兄、井草仙真に師事して、日本画、図案を学んでいる。その後、大正6年（1917年）、川瀬巴水に就いて日本画を学ぶが、巴水の縁により、版元の渡辺庄三郎と知り合い、木版画による風景画を制作し始めた。江逸は、東京の各地を自ら歩き回ってスケッチを行い、それらを元に、何れも名所とは程遠い、極めて日常的な光景を版画化していった。江逸は、1930年代に入ると、庄一郎と号して、加藤潤二の加藤版画店からも木版画を発表した。昭和6年（1931年）に制作された「鶴見の観音」は神奈川県横浜市鶴見区にある平安時代創建の子生山東福寺を描いたものである。翌昭和7年（1932年）制作の「夜の浅草」は、浅草六区にあった映画館「東京館」とそのきらびやかな光が瓢簞池に映る情景を鮮やかに描いており、多くの人々が洋画の上演を楽しみに行列する姿を捉えている。摺りによって光と影の表現を巧みに現し、昭和期のモダンな浅草の様子を如実に示している。昭和9年（1934年）から昭和11年（1936年）頃、加藤版画店から発表したものに大判の合羽摺「ひまわり」1枚、同「南京町」1枚、木版画「隅田川外」5枚、「おもちゃ絵集」24枚組がある。

## 作品
- 「横浜神奈川町 浦島寺」 木版画 昭和6年（1931年） 東京国立近代美術館所蔵
- 「銚子町今宮通にて」 木版画 昭和7年（1932年） 東京国立近代美術館所蔵
- 「月夜 横浜野毛」 木版画 昭和7年（1932年） 東京国立近代美術館所蔵
- 「羽田中町にて（藁造る家）」 木版画 渡辺版画店 昭和6年（1931年）11月 江戸東京博物館所蔵
- 「葛西三角にて」 木版画 渡辺版画店 昭和6年（1931年）10月 江戸東京博物館所蔵
- 「夜の浅草」 木版画 渡辺版画店 昭和7年（1932年）3月 江戸東京博物館所蔵
- 「船火事」 木版画 渡辺木版美術画舗 昭和7年（1932年）10月
- 「神奈川相應寺横町夜店」 木版画 渡辺版画店 昭和6年（1931年） 横浜美術館所蔵
- 「（神楽）子安一の宮神社」 木版画 渡辺版画店 昭和6年（1931年） 横浜美術館所蔵
- 「生麦の夕」　木版画　昭和6年（1931年）　横浜美術館所蔵
- 「横浜萬国橋」　木版画　昭和6年（1931年）　横浜美術館所蔵
- 「雨に暮るる横浜港」　木版画　昭和7年（1932年）　横浜美術館所蔵
- 「スケッチ帖」　鉛筆　水彩　画帖
- 「鶴見の観音」 木版画 1931年 横浜市歴史博物館所蔵
- 「夜の先斗町」 木版画 加藤版画店 昭和10年（1935年）

## 参考図書
- よみがえる浮世絵　うるわしき大正新版画展　東京都江戸東京博物館編、東京都江戸東京博物館　朝日新聞社、2009年
- はじまりは国芳　江戸スピリットのゆくえ　柏木智雄　内山淳子　片多祐子著　横浜美術館企画・監修　大修館書店、2012年